# 美国以色列公共事务委员会
美国以色列公共事务委员会（American Israel Public Affairs Committee，簡稱AIPAC）是美國一個親以色列的遊說團體。成立于1953年，由 Isaiah L. "Si" Kenen建立。原名為美国犹太复国主义委员会。
AIPAC宣稱已發展成為一個擁有10萬成員的全國性基层組織。它是保护以色列公共安全和美国在中东利益的非营利性的政治游说团体。该组织成员组成包括了民主党人士、共和党人和民主独立团体。它曾被《纽约时报》评价为“影响美以关系最重要的机构”，也被认为是在华盛顿地区最富有影响力的政治游说团体之一。评论家评论，AIPAC通过自身重要的影响力，在美国国会中担任“以色列政府发言人”的角色。

## 组织
现任主席为来自芝加哥的罗森博格（Lee Rosenberg）。行政主管：Howard Kohr。管理主管：Richard Fishman。

## 意识形态
尽管在关于AIPAC的政治意识形态方面究竟属于激进还是保守还存在诸多分歧的说法，但是AIPAC坚持认为，它是一个双边组织，这种争论并无必要，因组织的资金来源共同分别来自于民主党人和共和党人。

## 影响力

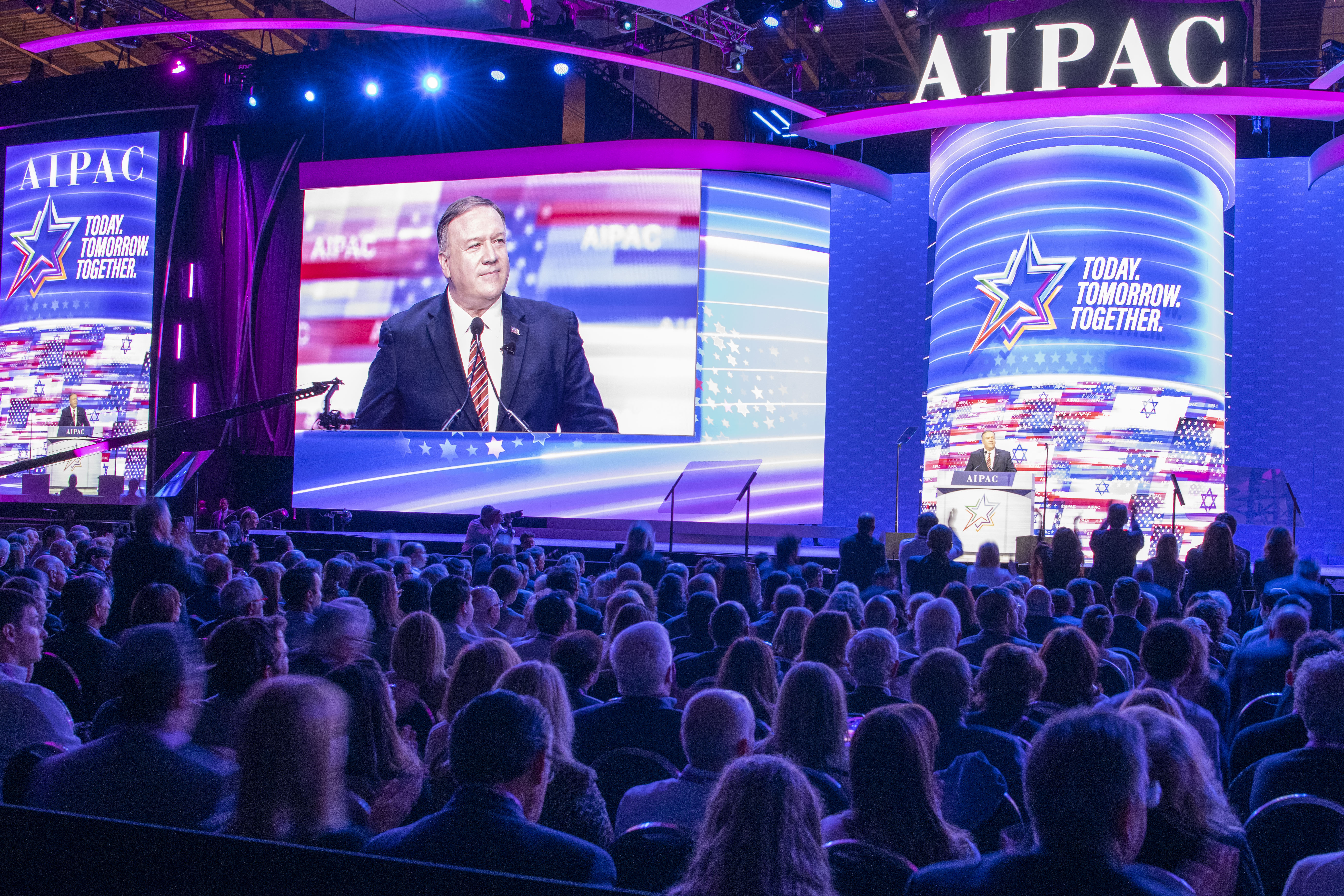
国务卿蓬佩奥参加2020年会并发表演说

Michael Oren在其著作《权力、信仰与幻境》（Power, Faith, and Fantasy）中写道，“尽管AIPAC成立自1953年，但是直到七十年代中期，它才真正的获得了在政治经济上的强大影响力，这种影响力甚至能够动摇国会的意见。”George Lenczowski也在提到AIPAC势力在七十年代中期的崛起：“它（吉米·卡特的总统领导）恰好与AIPAC的军事思维相一致，后者可以成为美国在中东打造美-以关系的重要力量。”他进一步提到，这种力量的崛起可能也与梅纳赫姆·贝京在以色列总理竞选中胜出有关。

## 目标
AIPAC声称它自己的目标是在美国国会中通过游说来促进利以政策和法律的制定。AIPAC经常与国会成员进行会晤，并且举行相关的活动来表明他们的观点。它并非一个政治集团，也并不直接参与到竞选活动的赞助当中。然而，《华盛顿邮报》评论：“钱是平等的重要部分。”《华盛顿邮报》声称，“AIPAC的官方网站详细的描述了国会的成员是如何参与到AIPAC的重要活动当中，不仅如此，他们的官方期刊《AIPAC Insider》更是一种劫持重要政治团体意见的工具，而这本期刊受到数以千计的潜在赞助人細閱。根据Center for Responsive Politics的统计，自1990年起，親以色列利益以个人、团體等形式向联邦政府机关候选人和党派赞助約五千六百万美元。在2000与2004年的总统竞选中，50名AIPAC董事会的成员平均每人向参选人和政治行动组织赞助了七万两千美元。”
简明而言，AIPAC的目标可列举为：
1．迫使巴勒斯坦当局遵守它的承诺，打击恐怖主义，最终在以色列控制地区建立一个犹太人國家和一個阿拉伯人國家。
2. 加强双边关系，通过分享情報、向以色列提供军事及经济援助、譴責伊朗政府追求核子武器及否認二次大战时纳粹对犹太人的大屠杀、向伊朗實施經濟制裁以阻碍其核武器开发。
3．支持国会和行政部门反对联合国调查加沙大屠杀的报告。
4．不游说或支持伊拉克战争。一些观察家認為AIPAC官方保持沉默是因為它擔心如果把以色列和战争联系在一起，会离间美国与阿拉伯国家的关系。

## 任务
AIPAC的任务即是通过自身在美国国会的影响，力图促成美国对以色列的有利行动：在政治上、军事上支持以色列，向其提供大量武器，促进以色列及其周围地区和平；促进美－以之间专家和硬件设备交换，以保证两国本土安全、防御，共同对抗恐怖主义；促进两国科技和农产品之间的合作。
在经济上，美国把很大部分的对外援助（每年30亿美元）给予人口不足一个世界大城市的以色列。《Washington Report on Middle East Affairs》估計，自1949年起，美国合计资助以色列超过1080亿美元。
另外。AIPAC对大学生提供政治领导力训练，借此加强校内外支持以色列的各种运动势力。
2009年3月，美以公共事务委员会执行主任霍华德·Kohr向众议院拨款委员会的外交行动小组委员会指出美国对以色列援助的重要性。他表示：「美国援助以色列对美国维护重要国家安全利益至关重要，亦有助推動重要的美国外交政策目標。」并要求以色列在2010年度得到27.75億美元的军事援助。Kohr表示，以色列对抗恐怖主义和伊斯兰极端主义威胁而必须购买的军事硬件日益昂贵，因為近期石油价格上涨使伊朗这样的国家得以增加其军事预算。然而，他也补充说，以色列也将增加国防开支作为这一努力的一部分。
AIPAC支持美国参与和平进程。它支持美国繼续支持“接受以色列需要一道安全的、被承認的和可防衛的边界的談判，但以色列必须确定自己的安全要求。”它还支持美国支持巴勒斯坦温和派，认为增加这种支柱更可能在巴以谈判中产生重大突破，因为当其安全的要求被滿足并获得美国支持时，以色列必定更愿意承担风险。
AIPAC强调，他们的力量是基于他们在全美国广泛的成员基础，还有对以色列利益及全世界影响美-以关系的事件的深入研究。他们取得的一部分成就可以在他们的官方网站上查询得到。

## 活动及经济来源
AIPAC是国内游说团体，只接受私人财政支持而不接受以色列或其他国家组织和外国政治团体的资助。资金包括了AIPAC俱乐部的成员的年费及俱乐部筹备接受赞助。AIPAC在美国的六个不同地区设置有不同的组织部门，有各自不同的活动和目标方向。人们可以通过向相应部门报名，并且支付其要求的最低年费，就可以成为该部门的成员可以参与活动并且可以进一步要求参与工作。
100000多名来自全国各地的公民与AIPAC员工共同加强美国和犹太国家的关系。所有50个州的美以公共事务委员会成员被鼓励积极参与政治和发展与国会成员的关系，让他们的国会成员知道美国-以色列关系的重要性。
AIPAC拥有10个区域办事处和七个卫星办事处，帮助亲以色列的人学习如何通过加强两国关系影响以色列的未来和安全。
亲以色列的宣传和加强美国-以色列关系在AIPAC看来，是一种事业，并且能够惠及广泛的美国人。AIPAC的专业人员通过与会堂和教堂的合作促进教会中亲以色列的宣传。非裔美国人和拉美裔领导人与美以公共事务委员会工作人员和他们的国会成员合作确保美国支持AIPAC在中东的盟友。
AIPAC也同数以百计的高中和大学的校园合作。AIPAC提供培训项目，希望培养学生活动分子通过他们的政治参与活动来加强美-以之间的合作交流。AIPAC为学生们提供了发出他们自己声音的机会，借此来打造更牢固的两国关系。
俱乐部给亲以分子机会参与在华盛顿和全国各地的互斥事件、会见美国最高政治领导人，周游世界，以及更多活动的权利。通过六个俱乐部，AIPAC为不同地区及层次的人群提供参与的可能。

## 外界批评
AIPAC被批评为完全赞成右翼的对以色列政策并且错误的代表了亲以色列的美国犹太人的观点。其中最知名的批评AIPAC的作品是芝加哥大学米尔斯海默教授和哈佛大学肯尼迪学院政府学教授斯蒂芬沃尔特的合著的《以色列游说集团和美国的外交政策》。他们指责AIPAC是歪曲美国对外政策的一個亲以色列遊說運動中“最强大和最有名”的一分子。他們寫道：
|  | AIPAC的成功是由于其奖励立法者和国会候选人，支持其议程，并惩罚那些反对的人。它会确保其朋友得到强有力的财政支持并且通过一系列的政策让对手胆寒，比如捐款给那些反对者的政治对手。 |

AIPAC也遭受了一些國會議員的批评。从弗吉尼亚来的民主党众议员吉姆·莫兰如此批评：“AIPAC从一开始就鼓动和支持伊拉克战争”，并说：“我不认为他们代表了所有的美国犹太思想的主流，但因为它们是如此组织有效，而且成员都很有势力，于是他们能呼风唤雨。”

### 与犹太复国主义
有评论人士认为，AIPAC组织是犹太复国主义向美国渗透势力的象征。

## 引用资料
1. ↑  AIPAC Web Site  （页面存档备份，存于） Accessed April 18, 2007
2. ↑   （页面存档备份，存于）. Main Website （页面存档备份，存于）. Accessed February 1st, 2009.
3. ↑  Michael Oren (2007). Power, Faith, and Fantasy: America in the Middle East 1776 to the Present (New York: W.W. Norton & Company) p. 336.
4. ↑  Lenczowski, George. . Duke University Press. 1990: 157. ISBN 0-8223-0972-6.
5. ↑  A Beautiful Friendship? （页面存档备份，存于） The Washington Post, July 16, 2006
6. ↑  AIPAC meeting wasn't supposed to be partisan, but ... （页面存档备份，存于）, Jewish News Weekly of Northern California, March 16, 2007.
7. ↑  For Israel Lobby Group, War Is Topic A, Quietly （页面存档备份，存于）, Washington Post, April 1, 2003.
8. ↑  .   [2011-11-21]. （原始内容存档于2010-08-09）.
9. ↑  AIPAC head testifies on Israel aid （页面存档备份，存于） by Eric Fingerhut, Jewish Telegraphic Agency (JTA), March 27, 2009.
10. ↑   (PDF).   [2011-11-21]. （原始内容 (PDF)存档于2019-12-01）.
11. ↑  . The Nation. October 14, 2009  [2011-11-21]. （原始内容存档于2019-12-23）.
12. ↑  John, Mearshimer; Walt, Stephen.  (PDF). Harvard University. March 2006. （原始内容 (PDF)存档于2008-03-08）.
13. ↑  Hearn, Josephine. . Politico. September 19, 2007  [May 31, 2010]. （原始内容存档于2010-04-25）.
14. ↑  Gardner, Amy. . The Washington Post. September 15, 2007  [May 31, 2010]. （原始内容存档于2021-03-02）.

## 進一步閱讀
- Kenen, Isaiah (1981). Israel's Defense Line: Her Friends and Foes in Washington. ISBN 0-87975-159-2
- Smith, Grant F. (2008). America's Defense Line: The Justice Department's Battle to Register the Israel Lobby as Agents of a Foreign Government. ISBN 0-9764437-2-4
- Mearsheimer, John J. and Walt, Stephen M. (2007). The Israel Lobby and U.S. Foreign Policy. ISBN 0-374-17772-4
- Oren, Michael (2007). Power, Faith, and Fantasy: The United States in the Middle East, 1776 to 2006. ISBN 0-393-05826-3
- Petras, James (2006). The Power of Israel in the United States. ISBN 0-932863-51-5